# International Rectifier
Die International Rectifier Corporation war ein US-amerikanischer Hersteller von Leistungshalbleitern und Integrierten Schaltungen. Der Hauptsitz befand sich in der Kleinstadt El Segundo im Bundesstaat Kalifornien. 2014 wurde es von dem deutschen Unternehmen Infineon übernommen.

## Unternehmensgeschichte
Das Unternehmen wurde 1947 in Inglewood (Los Angeles County/Kalifornien) von Eric Lidow gegründet und übersiedelte 1962 nach El Segundo. In den ersten Jahren lag die Unternehmenstätigkeit im Bereich der damals aufkommenden Gleichrichter (engl. rectifier) auf Basis von Halbleitern, wovon sich auch der Unternehmensname ableitet. Bedeutende Entwicklungen waren unter anderem:
- 1954: Massenfertigung des ersten kommerziellen Gleichrichters aus dem Halbleitermaterial Germanium.
- 1959: Erfindung des Gleichrichters auf Siliziumbasis.
- 1974: Entwicklung des Glaspassivierungsverfahrens für Leistungstransistoren.
- 1979: Produktionsbeginn des ersten hexagonalen Leistungs-MOSFET (Hexfet)
- 1983: Erster kommerzieller IC zur intelligenten Spannungsregelung
- 2000: Marktreife der FlipFET-Produktionstechnologie
- 2002: DirectFET-Bauform
- 2007: Verkauf des „Power Control Systems Business“ für 290 Millionen USD an Vishay. Dieses Gebiet umfasst Halbleiter wie MOSFETs, Dioden, Thyristoren und Module u. a. für die Automobilindustrie für höhere Spannungen und Leistungen.[3]
- 2015: Abschluss der im Jahr zuvor angekündigten Übernahme durch Infineon für 3 Milliarden USD.[4]

## Produktionsstandorte
- El Segundo, Kalifornien (Sitz der Verwaltung und Entwicklung)
- Leominster, Massachusetts
- Mesa, Arizona
- Newport, Großbritannien (Integrierte Schaltungen)
- San Jose, Kalifornien
- St. Paul, Minnesota
- Singapur
- Temecula, Kalifornien
- Tijuana, Mexiko